# Ford Freestar
Freestar je veliki jednovolumen kojeg isključivo na tržištu Sjeverne Amerike od jeseni 2003. godine prodaje marka Ford.
Freestar je na tržište ušao kao zamjena za prijašnji Windstar, čija je zapravo blago izmijenjena izvedba, a iste je godine predstavljena i njegova izvedba s Mercuryjevom značkom i nazivom Monterey. Pogonska grupa sastoji se od dva V6 motora obujma 3.9 i 4.2 litre koji razvijaju snagu od 193 i 201 KS.